# Hiệp ước York
Hiệp ước York (tiếng Anh: Treaty of York) là một thỏa thuận giữa Henry III của Anh và Alexander II của Scotland, được ký tại York vào ngày 25 tháng 9 năm 1237. Hiệp ước khẳng định rằng Northumberland (lúc đó cũng bao gồm Hạt Durham), Cumberland và Westmorland thuộc chủ quyền của Anh. Điều này đã thiết lập nên biên giới Anh-Scotland tồn tại gần như không thay đổi cho đến thời hiện đại (những sửa đổi duy nhất liên quan đến Vùng đất tranh cãi và Berwick-upon-Tweed). Hiệp ước nêu chi tiết tình trạng tương lai của một số tài sản phong kiến và giải quyết các vấn đề khác giữa hai vị vua, đồng thời đánh dấu sự kết thúc về mặt lịch sử của Vương quốc Scotland trong nỗ lực mở rộng biên giới về phía nam.
Hiệp ước là một trong số nhiều thỏa thuận được thực hiện trong mối quan hệ đang diễn ra giữa hai vị vua. Sứ thần Giáo hoàng Otho xứ Tonengo đã có mặt tại Vương quốc Anh theo yêu cầu của vua Henry, để tham dự một thượng hội đồng ở London vào tháng 11 năm 1237. Otho đã được Henry thông báo trước về cuộc họp tháng 9 tại York mà ông đã tham dự. Cuộc gặp gỡ này đã được ghi lại bởi biên niên sử đương thời Matthew Paris, người đã chê bai cả Alexander và Otho.